# Le Torpt
Le Torpt là một xã thuộc tỉnh Eure trong vùng Normandie miền bắc nước Pháp.